# Campionati europei femminili di pallacanestro Under-18
I Campionati europei femminili di pallacanestro Under-18 sono una competizione cestistica a cadenza annuale organizzata dalla FIBA Europe, e riservata alle Nazionali Under-18.
La prima edizione del torneo è stata organizzata nel 1965. Dal 2004 il torneo si svolge a cadenza annuale e dal 2005 spariscono le qualificazioni, viene istituita una "Divisione A" per le partecipanti che passano da dodici a sedici: le squadre si giocano il titolo europeo con una formula che prevede due fasi a gironi che stabiliscono oltre alle semifinaliste o, dal 2009, alle finaliste, anche le ultime tre classificate che retrocedono nella "Divisione B".
Dal 2016, la formula del torneo prevede una prima fase dove le sedici squadre, divise in 4 gironi da 4 squadre l'uno, passano tutte agli ottavi di finale (la prima e la seconda rispettivamente contro la quarta e la terza di un altro girone) a eliminazione fino a determinare non solo la squadra campione, ma anche le altre posizioni in classifica con le tre retrocessioni.

## Division A

### Albo d'oro
| Anno | Sede                 | Finale                            | Finale    | Finale           | Finale 3º posto  | Finale 3º posto | Finale 3º posto     |
| Anno | Sede                 | Oro                               | Punteggio | Argento          | Bronzo           | Punteggio       | Quarto posto        |
| ---- | -------------------- | --------------------------------- | --------- | ---------------- | ---------------- | --------------- | ------------------- |
| 1965 | Bulgaria             | Unione Sovietica                  |           | Jugoslavia       | Cecoslovacchia   |                 | Polonia             |
| 1967 | Italia               | Unione Sovietica                  |           | Cecoslovacchia   | Jugoslavia       |                 | Bulgaria            |
| 1969 | Germania Ovest       | Unione Sovietica                  |           | Bulgaria         | Jugoslavia       |                 | Polonia             |
| 1971 | Jugoslavia           | Unione Sovietica                  | 76–52     | Cecoslovacchia   | Bulgaria         | 62–52           | Italia              |
| 1973 | Italia               | Unione Sovietica                  | 68–47     | Jugoslavia       | Italia           | 50–48           | Bulgaria            |
| 1975 | Spagna               | Cecoslovacchia                    | 53–48     | Polonia          | Unione Sovietica | 80–57           | Bulgaria            |
| 1977 | Bulgaria             | Unione Sovietica                  | 96–53     | Polonia          | Cecoslovacchia   | 61–50           | Jugoslavia          |
| 1979 | Italia               | Unione Sovietica                  |           | Ungheria         | Cecoslovacchia   |                 | Jugoslavia          |
| 1981 | Ungheria             | Unione Sovietica                  | 74–61     | Francia          | Bulgaria         | 90–59           | Ungheria            |
| 1983 | Italia               | Cecoslovacchia                    | 90–80     | Unione Sovietica | Italia           | 66–46           | Jugoslavia          |
| 1984 | Spagna               | Jugoslavia                        | 67–61     | Unione Sovietica | Cecoslovacchia   | 68–61           | Spagna              |
| 1986 | Italia               | Unione Sovietica                  | 71–70     | Cecoslovacchia   | Italia           | 62–56           | Polonia             |
| 1988 | Bulgaria             | Unione Sovietica                  | 73–56     | Cecoslovacchia   | Jugoslavia       | 82–58           | Bulgaria            |
| 1990 | Spagna               | Unione Sovietica                  | 79–76     | Spagna           | Romania          | 67–65           | Cecoslovacchia      |
| 1992 | Grecia               | Comunità degli Stati Indipendenti | 86–60     | Bulgaria         | Polonia          | 67–62           | Francia             |
| 1994 | Bulgaria             | Italia                            | 74–68     | Spagna           | Ungheria         | 63–56           | Russia              |
| 1996 | Slovacchia           | Russia                            | 69–59     | Slovacchia       | Rep. Ceca        | 66–50           | Spagna              |
| 1998 | Turchia              | Spagna                            | 78–52     | Slovacchia       | Russia           | 79–72           | Rep. Ceca           |
| 2000 | Polonia              | Russia                            | 64–51     | Rep. Ceca        | Polonia          | 75–44           | Lituania            |
| 2002 | Slovenia             | Russia                            | 60–56     | Francia          | Rep. Ceca        | 83–56           | Slovacchia          |
| 2004 | Slovacchia           | Russia                            | 77–59     | Spagna           | Ungheria         | 73–63           | Serbia e Montenegro |
| 2005 | Ungheria             | Serbia e Montenegro               | 66–52     | Spagna           | Francia          | 77–66           | Rep. Ceca           |
| 2006 | Spagna               | Spagna                            | 78–74     | Serbia           | Svezia           | 62–57           | Rep. Ceca           |
| 2007 | Serbia               | Serbia                            | 72–48     | Spagna           | Russia           | 71–65           | Polonia             |
| 2008 | Slovacchia           | Lituania                          | 63–57     | Russia           | Rep. Ceca        | 70–61           | Francia             |
| 2009 | Svezia               | Spagna                            | 64–54     | Francia          | Svezia           | 67–54           | Rep. Ceca           |
| 2010 | Slovacchia           | Italia                            | 66–61     | Spagna           | Francia          | 63–44           | Slovenia            |
| 2011 | Romania              | Belgio                            | 77–49     | Francia          | Spagna           | 85–69           | Svezia              |
| 2012 | Romania              | Francia                           | 65–61     | Russia           | Serbia           | 59–46           | Paesi Bassi         |
| 2013 | Croazia              | Spagna                            | 60–46     | Francia          | Serbia           | 57-56           | Paesi Bassi         |
| 2014 | Portogallo           | Russia                            | 57-53     | Francia          | Spagna           | 74-69           | Serbia              |
| 2015 | Slovenia             | Spagna                            | 76-60     | Francia          | Russia           | 71-52           | Italia              |
| 2016 | Ungheria             | Francia                           | 74-44     | Spagna           | Russia           | 65-58           | Lettonia            |
| 2017 | Ungheria             | Belgio                            | 55-53     | Serbia           | Francia          | 55-48           | Rep. Ceca           |
| 2018 | Italia               | Germania                          | 67-54     | Spagna           | Ungheria         | 58-56           | Lettonia            |
| 2019 | Bosnia ed Erzegovina | Italia                            | 70-62     | Ungheria         | Francia          | 77-45           | Russia              |
| 2022 | Grecia               | Lituania                          | 78-75     | Spagna           | Francia          | 75-46           | Germania            |
| 2023 | Turchia              | Slovenia                          | 63-61     | Francia          | Spagna           | 80-52           | Serbia              |

### Medagliere
| Posiz. | Nazione                             | Oro | Argento | Bronzo | Totale |
| ------ | ----------------------------------- | --- | ------- | ------ | ------ |
| 1      | Unione Sovietica †                  | 11  | 2       | 1      | 14     |
| 2      | Spagna                              | 5   | 9       | 3      | 17     |
| 3      | Russia                              | 5   | 2       | 4      | 11     |
| 4      | Italia                              | 3   | 0       | 3      | 6      |
| 5      | Francia                             | 2   | 8       | 5      | 15     |
| 6      | Cecoslovacchia †                    | 2   | 4       | 4      | 10     |
| 7      | Serbia                              | 2   | 2       | 2      | 6      |
| 8      | Belgio                              | 2   | 0       | 0      | 2      |
| 8      | Lituania                            | 2   | 0       | 0      | 2      |
| 10     | Jugoslavia †                        | 1   | 2       | 3      | 6      |
| 11     | Germania                            | 1   | 0       | 0      | 1      |
| 11     | Comunità degli Stati Indipendenti † | 1   | 0       | 0      | 1      |
| 11     | Serbia e Montenegro †               | 1   | 0       | 0      | 1      |
| 11     | Slovenia                            | 1   | 0       | 0      | 1      |
| 15     | Ungheria                            | 0   | 2       | 3      | 5      |
| 16     | Bulgaria                            | 0   | 2       | 2      | 4      |
| 16     | Polonia                             | 0   | 2       | 2      | 4      |
| 18     | Slovacchia                          | 0   | 2       | 0      | 2      |
| 19     | Rep. Ceca                           | 0   | 1       | 3      | 4      |
| 20     | Svezia                              | 0   | 0       | 2      | 2      |
| 21     | Romania                             | 0   | 0       | 1      | 1      |

## Division B

### Albo d'oro
| Anno | Sede                                     | Promosse in Division A | Promosse in Division A | Promosse in Division A | Finale 3º posto      | Finale 3º posto | Finale 3º posto      |
| Anno | Sede                                     | Oro                    | Punteggio              | Argento                | Bronzo               | Punteggio       | Quarto posto         |
| ---- | ---------------------------------------- | ---------------------- | ---------------------- | ---------------------- | -------------------- | --------------- | -------------------- |
| 2005 | Bosnia ed Erzegovina (Bihać)             | Bielorussia            | 65–46                  | Svezia                 | Lettonia             | 53–44           | Estonia              |
| 2006 | Italia (Chieti)                          | Italia                 | 63–59                  | Ucraina                | Croazia              | 66–51           | Lettonia             |
| 2007 | Romania (Timișoara)                      | Croazia                | 70–59                  | Romania                | Estonia              | 66–49           | Lettonia             |
| 2008 | Macedonia del Nord (Skopje)              | Lettonia               | 96–64                  | Belgio                 | Slovenia             | 80–66           | Grecia               |
| 2009 | Israele (Eilat)                          | Ungheria               | 60–47                  | Slovenia               | Germania             | 79–62           | Israele              |
| 2010 | Romania (Timișoara)                      | Romania                | 63–61                  | Paesi Bassi            | Grecia               | 52–48           | Bielorussia          |
| 2011 | Ungheria (Miskolc)                       | Croazia                | 61–49                  | Grecia                 | Lettonia             | 71–64           | Finlandia            |
| 2012 | Macedonia del Nord (Strumica)            | Bielorussia            | 76–74                  | Inghilterra            | Portogallo           | 68–57           | Ungheria             |
| 2013 | Ungheria (Miskolc)                       | Polonia                | 60–55                  | Belgio                 | Lituania             | 59–56           | Lettonia             |
| 2014 | Romania (Timișoara)                      | Ungheria               | 58–52                  | Estonia                | Israele              | 71–64           | Lettonia             |
| 2015 | Romania (Bucarest)                       | Slovacchia             | 49–45                  | Lettonia               | Turchia              | 60–49           | Svezia               |
| 2016 | Bosnia ed Erzegovina (Sarajevo)          | Svezia                 | 62–47                  | Grecia                 | Bosnia ed Erzegovina | 82–67           | Islanda              |
| 2017 | Irlanda (Dublino)                        | Germania               | 67–43                  | Irlanda                | Polonia              | 64–50           | Gran Bretagna        |
| 2018 | Austria (Oberwart, Güssing, Fürstenfeld) | Lituania               | 86–71                  | Bielorussia            | Israele              | 63–51           | Turchia              |
| 2019 | Macedonia del Nord (Skopje)              | Finlandia              | 63–56                  | Grecia                 | Turchia              | 65–57           | Svezia               |
| 2022 | Bulgaria (Sofia)                         | Slovenia               | 59–44                  | Portogallo             | Serbia               | 62–50           | Slovacchia           |
| 2023 | Bulgaria (Sofia)                         | Croazia                | 93–66                  | Lussemburgo            | Grecia               | 68–44           | Bosnia ed Erzegovina |
| 2024 | (Ploiesti)                               |                        |                        |                        |                      |                 |                      |

### Medagliere
| Posiz. | Nazione              | Oro | Argento | Bronzo | Totale |
| ------ | -------------------- | --- | ------- | ------ | ------ |
| 1      | Croazia              | 3   | 0       | 1      | 4      |
| 2      | Bielorussia          | 2   | 1       | 0      | 3      |
| 3      | Ungheria             | 2   | 0       | 0      | 2      |
| 4      | Lettonia             | 1   | 1       | 2      | 4      |
| 5      | Slovenia             | 1   | 1       | 1      | 3      |
| 6      | Romania              | 1   | 1       | 0      | 2      |
| 6      | Svezia               | 1   | 1       | 0      | 2      |
| 8      | Germania             | 1   | 0       | 1      | 2      |
| 8      | Lituania             | 1   | 0       | 1      | 2      |
| 8      | Polonia              | 1   | 0       | 1      | 2      |
| 11     | Finlandia            | 1   | 0       | 0      | 1      |
| 11     | Italia               | 1   | 0       | 0      | 1      |
| 11     | Slovacchia           | 1   | 0       | 0      | 1      |
| 14     | Grecia               | 0   | 3       | 2      | 5      |
| 15     | Belgio               | 0   | 2       | 0      | 2      |
| 16     | Estonia              | 0   | 1       | 1      | 2      |
| 16     | Portogallo           | 0   | 1       | 1      | 2      |
| 18     | Inghilterra          | 0   | 1       | 0      | 1      |
| 18     | Irlanda              | 0   | 1       | 0      | 1      |
| 18     | Lussemburgo          | 0   | 1       | 0      | 1      |
| 18     | Paesi Bassi          | 0   | 1       | 0      | 1      |
| 18     | Ucraina              | 0   | 1       | 0      | 1      |
| 23     | Israele              | 0   | 0       | 2      | 2      |
| 23     | Turchia              | 0   | 0       | 2      | 2      |
| 25     | Bosnia ed Erzegovina | 0   | 0       | 1      | 1      |
| 25     | Serbia               | 0   | 0       | 1      | 1      |

## Division C

### Albo d'oro
| Anno | Sede              | Finale 1º posto | Finale 1º posto     | Finale 1º posto | Finale 3º posto | Finale 3º posto     | Finale 3º posto |
| Anno | Sede              | Oro             | Punteggio           | Argento         | Bronzo          | Punteggio           | Quarto posto    |
| ---- | ----------------- | --------------- | ------------------- | --------------- | --------------- | ------------------- | --------------- |
| 1997 | Malta             | Irlanda         | 69–58               | Inghilterra     | Armenia         | 89–78               | Scozia          |
| 1999 | Cipro             | Scozia          | 67–49               | Andorra         | Armenia         | 67–62               | Cipro           |
| 2001 | Cipro             | Cipro           | 67–57               | Lussemburgo     | Scozia          | 54–45               | Islanda         |
| 2003 | Islanda           | Islanda         | Girone all'italiana | Scozia          | Andorra         | Girone all'italiana | Malta           |
| 2005 | Scozia            | Scozia          | 59–57               | Lussemburgo     | Albania         | 72–62               | Malta           |
| 2007 | Malta             | Malta           | Girone all'italiana | Andorra         | Monaco          | Girone all'italiana | Lussemburgo     |
| 2009 | Malta             | Lussemburgo     | Girone all'italiana | Monaco          | Malta           | Girone all'italiana | Moldavia        |
| 2013 | Andorra           | Andorra         | 51–41               | Malta           | Galles          | 66–39               | Gibilterra      |
| 2014 | Andorra           | Cipro           | 67–53               | Malta           | Andorra         | 56–47               | Gibilterra      |
| 2015 | Gibilterra        | Scozia          | Girone all'italiana | Malta           | Galles          | Girone all'italiana | Andorra         |
| 2016 | Georgia           | Armenia         | 66–32               | Georgia         | Malta           | 71–63               | Andorra         |
| 2017 | Malta             | Cipro           | Girone all'italiana | Armenia         | Malta           | Girone all'italiana | Gibilterra      |
| 2018 | Andorra           | Gibilterra      | 56-49               | Malta           | Andorra         | 55-41               | Moldavia        |
| 2019 | Andorra           | Armenia         | 79-73               | Malta           | Georgia         | 72-45               | Andorra         |
| 2022 | Andorra           | Georgia         | 61-37               | Malta           | Albania         | 79-73               | Andorra         |
| 2023 | Albania           | Malta           | 56–47               | Albania         | Armenia         | 81–66               | Andorra         |
| 2024 | Kosovo (bandiera) |                 |                     |                 |                 |                     |                 |

### Medagliere
| Posiz. | Nazione     | Oro | Argento | Bronzo | Totale |
| ------ | ----------- | --- | ------- | ------ | ------ |
| 1      | Scozia      | 3   | 1       | 1      | 5      |
| 2      | Cipro       | 3   | 0       | 0      | 3      |
| 3      | Malta       | 2   | 6       | 3      | 11     |
| 4      | Armenia     | 2   | 1       | 3      | 6      |
| 5      | Andorra     | 1   | 2       | 3      | 6      |
| 6      | Lussemburgo | 1   | 2       | 0      | 3      |
| 7      | Georgia     | 1   | 1       | 1      | 3      |
| 8      | Gibilterra  | 1   | 0       | 0      | 1      |
| 8      | Irlanda     | 1   | 0       | 0      | 1      |
| 8      | Islanda     | 1   | 0       | 0      | 1      |
| 11     | Albania     | 0   | 1       | 2      | 3      |
| 12     | Monaco      | 0   | 1       | 1      | 2      |
| 13     | Inghilterra | 0   | 1       | 0      | 1      |
| 14     | Galles      | 0   | 0       | 2      | 2      |